# Jindřich Cieślicki
Jindřich Cieślicki (* 1958 Ostravsko) je český výtvarný umělec a teoretik umění. Je znám rovněž svým zájmem o počítačové umění. Je členem Unie počítačových umělců a Sdružení výtvarníků ČR.

## Život
V roce 1977 složil úspěšně maturitní zkoušku, jejíž součástí byl i maturitní předmět Deskriptivní geometrie. To byl v té době i jeho koníček a nepřímo ovlivnil jeho vztah k počítačové grafice, především 3D zobrazování. Od roku 1978 projevoval trvalý zájem o výtvarné umění a jeho dějiny a začal se hlouběji zabývat i teorií umění. To mu zůstalo až do dnes, kdy se zajímá především o teorii počítačového umění a všemi otázkami s tím spojenými. Předmětem jeho zájmu se stalo také studium filosofie, literatury, genetiky a kosmologie a mnohé otázky vědy, ať již vyřešené nebo nevyřešené. V souvislosti s tím prohlásil: "Domnívám se, že náš blízký i vzdálený svět je příliš složitý na to, abychom si mohli dovolit zabývat se pouze jednotlivinou."
V 80. letech absolvoval večerní kurzy malby a kresby. Během těchto let se snažil o vlastní tvorbu a prováděl různé experimentátorské postupy. V 2. polovici 80. let se dostal a posléze propadl serigrafii, využívání fotografických postupů a koláží. V té době do Československa začaly pronikat první výkonnější počítače a jeho osud byl jasný. Již v serigrafických pracích byly cítit pozdější počítačové postupy, o kterých v té době mnoho nevěděl a byly teprve v počátcích. Využívání počítačů mu umožnilo skloubit to, oč usiloval v dřívější práci.

## Výstavy, soutěže, publikace
- 1991 – několik kolektivních výstav se Sdružením výtvarníků ČR
- 1993 – účast na bienále exlibris IWA v Havířově
- 1993 – 2. bienále grafiky v Sapporu
- 1994 – účast na mezinárodní soutěži počítačového umění Bit Movie Italia 94
- 1994 – Prix Electronica Linz
- 1994 – 2. ročník Trienále evropské avantgardní grafiky v Praze
- 1994 – ukázky z prací v časopise Pixel, AWB magazín, Atlantida (obálka)
- 1995 – účast na mezinárodní soutěži počítačového umění Bit Movie Italia 95